# Microsoft Cognitive Toolkit
Microsoft Cognitive Toolkit (CNTK) — это стандартизированный инструментарий для проектирования и развития сетей разнообразных видов, применяет искусственный интеллект для работы с большими объёмами данных путем глубокого обучения, использует внутреннюю память для обработки последовательностей произвольной длины. Microsoft Cognitive Toolkit развивает неуклонное расширение, скорость и точность с качеством коммерческого уровня применения. Имеет выраженную и простую архитектуру, совместимую с популярными языками и сетями, такими как, C++ и Python.
Набор средств Microsoft Cognitive Toolkit (https://cntk.ai) показывает нейронные сети как порядок вычислительных шагов через ориентированный граф. В этом ориентированном графе конечные узлы означают входные размеры сети, когда другие узлы представляют матричными операциями на этих входящих условиях. CNTK разрешает пользователям лучше разобраться и совместить распространённые типы моделей — глубокие нейронные сети (DNNs), свёрточные сети (CNNs) и рекуррентные сети (RNNs/LSTMs). Применяется стохастический градиентный спуск (SGD, ошибки обратного распространения) обучения с автоматическим разделением и распараллеливанием по нескольким графическим процессорам и серверам.
CNTK доступен по лицензии с открытым исходным кодом (лицензия MIT) с апреля 2015 года.